# Bodilsker (parochie)
Bodilsker is een parochie van de Deense Volkskerk in de Deense gemeente Bornholm. De parochie maakt deel uit van het bisdom Kopenhagen en telt 973 kerkleden op een bevolking van 1076 (2004). Tot 1970 was de parochie deel van Sønder Herred.